# Vera Beths

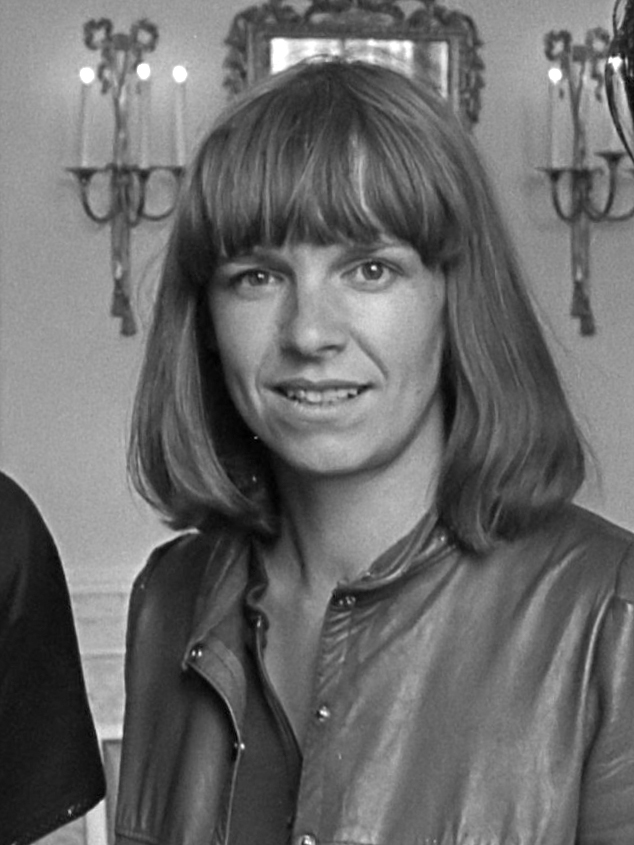
Vera Beths (1976)

Vera Beths (* 1. Juni 1946 in Haarlem) ist eine niederländische Geigerin und Hochschuldozentin.

## Leben
Nach erstem Unterricht bei ihrem Vater studierte Beths Violine bei Herman Krebbers am Konservatorium Amsterdam. 1969 gewann sie den Ersten Preis beim Oskar-Back-Wettbewerb. Der Preis erlaubte ihr ein Studium bei Ivan Galamian in New York, im Sommer nahm sie zudem an Rudolf Serkins Marlboro-Festivals in Vermont teil. Beths unterrichtet am Königlichen Konservatorium den Haag und gibt Kurse bei den Marlboro-Festivals.
Als Violinsolistin trat sie mit verschiedenen niederländischen Orchestern und unter Leitung von Dirigenten wie Bernard Haitink, Kyrill Kondraschin, Jean Fournet, Lorin Maazel, Walter Susskind und Edo de Waart auf. Ihr besonderes Interesse gilt der zeitgenössischen Musik. Sie gehörte mehrere Jahre dem Rondom Kwartet (mit Reinbert de Leeuw, Klavier, George Pieterson, Klarinette und Anner Bylsma, Cello) an, das sich auf dieses Repertoire spezialisiert hat. Komponisten wie Peter Schat, Louis Andriessen, Willem Breuker, Misha Mengelberg, Geert van Keulen, Philip Glass und John Adams widmeten ihr Werke. Mit dem Ensemble L’Archibudelli (mit Anner Bylsma und Jürgen Kußmaul) spielt sie kammermusikalische Werke des 18. und 19. Jahrhunderts, darunter auch weniger bekannte Kompositionen der Romantik. Aufnahmen erschienen u. a. in der Reihe Sony Classical’s Vivarte.

## Privates
Vera Beths hat zwei Töchter: die Schauspielerin Katja Herbers aus ihrer ersten Ehe mit dem Oboisten Werner Herbers und die Filmemacherin Carine Bijlsma aus ihrer zweiten Ehe mit Anner Bylsma.